# Guldborg Sund
Guldborg Sund är ett sund mellan öarna Lolland och Falster i Danmark. Den ligger i Region Själland, i den sydöstra delen av landet, 100 km sydväst om Köpenhamn. Den största orten vid sundet är Nykøbing Falster.
Fyra km söder om Nykøbing Falster blir sundet bredare i cirka fyra kilometer innan det smalnar av igen. Denna del kallas Bredningen.